# Seychelles ai Giochi della XXV Olimpiade
Le Seychelles parteciparono ai Giochi della XXV Olimpiade, svoltisi a Barcellona, Spagna, dal 25 luglio al 9 agosto 1992, con una delegazione di 11 atleti impegnati in quattro discipline.